# Discografia di Vasco Rossi
La discografia di Vasco Rossi, cantautore italiano, parte nel 1978 ed è costituita da diciotto album in studio, dodici album dal vivo, cinque raccolte, due EP, una colonna sonora e oltre settanta singoli. Inoltre Vasco ha pubblicato diversi singoli senza mai inserirli in album ufficiali e vari DVD contenenti videoclip delle proprie canzoni o registrazioni dei concerti.

## Album

### Album in studio
| Anno | Dettagli dell'album                                                                      | Posizioni massime | Posizioni massime | Vendite                                | Certificazioni                        |
| Anno | Dettagli dell'album                                                                      | ITA               | SWI               | Vendite                                | Certificazioni                        |
| ---- | ---------------------------------------------------------------------------------------- | ----------------- | ----------------- | -------------------------------------- | ------------------------------------- |
| 1978 | ...Ma cosa vuoi che sia una canzone... - Pubblicato il 25 maggio 1978 - Etichetta: Lotus | —                 | —                 |                                        |                                       |
| 1979 | Non siamo mica gli americani! - Pubblicato il 30 aprile 1979 - Etichetta: Lotus          | —                 | —                 |                                        |                                       |
| 1980 | Colpa d'Alfredo - Pubblicato il 3 aprile 1980 - Etichetta: Targa                         | 23                | —                 |                                        |                                       |
| 1981 | Siamo solo noi - Pubblicato il 9 aprile 1981 - Etichetta: Targa                          | 19                | —                 | - Italia: 40.000                       |                                       |
| 1982 | Vado al massimo - Pubblicato il 13 aprile 1982 - Etichetta: Carosello                    | 11                | —                 | - Italia: 200.000                      |                                       |
| 1983 | Bollicine - Pubblicato il 14 aprile 1983 - Etichetta: Carosello                          | 3                 | —                 | - Italia: 1.000.000                    | - Italia: Oro                         |
| 1985 | Cosa succede in città - Pubblicato il 9 giugno 1985 - Etichetta: Carosello               | 2                 | 27                | - Italia: 600.000                      |                                       |
| 1987 | C'è chi dice no - Pubblicato il 19 marzo 1987 - Etichetta: Carosello                     | 1                 | 13                | - Italia: 1.000.000                    |                                       |
| 1989 | Liberi liberi - Pubblicato l'8 aprile 1989 - Etichetta: EMI                              | 2                 | 9                 | - Italia: 900.000 - Svizzera: 25.000   | - Italia: 4× Platino - Svizzera: Oro  |
| 1993 | Gli spari sopra - Pubblicato il 6 febbraio 1993 - Etichetta: EMI                         | 1                 | 19                | - Italia: 1.000.000                    | - Italia: 10× Platino                 |
| 1996 | Nessun pericolo... per te - Pubblicato il 24 gennaio 1996 - Etichetta: EMI               | 1                 | —                 | - Italia: 600.000                      | - Italia: 6× Platino                  |
| 1998 | Canzoni per me - Pubblicato il 24 aprile 1998 - Etichetta: EMI                           | 1                 | 24                | - Italia: 1.000.000                    | - Italia: 10× Platino                 |
| 2001 | Stupido hotel - Pubblicato il 6 aprile 2001 - Etichetta: EMI                             | 1                 | 11                | - Italia: 800.000 - Svizzera: 20.000   | - Italia: 8× Platino - Svizzera: Oro  |
| 2004 | Buoni o cattivi - Pubblicato il 2 aprile 2004 - Etichetta: EMI                           | 1                 | 6                 | - Italia: 1.200.000 - Svizzera: 20.000 | - Italia: 12× Platino - Svizzera: Oro |
| 2008 | Il mondo che vorrei - Pubblicato il 28 marzo 2008 - Etichetta: EMI                       | 1                 | 5                 | - Italia: 560.000                      |                                       |
| 2011 | Vivere o niente - Pubblicato il 29 marzo 2011 - Etichetta: EMI                           | 1                 | 6                 | - Italia: 300.000 - Svizzera: 10.000   | - Italia: Diamante - Svizzera: Oro    |
| 2014 | Sono innocente - Pubblicato il 4 novembre 2014 - Etichetta: Universal                    | 1                 | 4                 | - Italia: 300.000                      | - Italia: 6× Platino                  |
| 2021 | Siamo qui - Pubblicato il 12 novembre 2021 - Etichetta: Virgin Records                   | 1                 | 4                 | - Italia: 100.000                      | - Italia: 2x Platino                  |

### Album dal vivo
| Anno | Dettagli dell'album                                                                        | Posizioni massime | Posizioni massime | Vendite             | Certificazioni        |
| Anno | Dettagli dell'album                                                                        | ITA               | SWI               | Vendite             | Certificazioni        |
| ---- | ------------------------------------------------------------------------------------------ | ----------------- | ----------------- | ------------------- | --------------------- |
| 1984 | Va bene, va bene così - Pubblicato nell'Aprile 1984 - Etichetta: Carosello                 | 1                 | —                 | - Italia: 1.000.000 |                       |
| 1990 | Fronte del palco - Pubblicato nel 1990 - Etichetta: EMI                                    | 1                 | —                 | - Italia: 500.000   | - Italia: 2× Platino  |
| 1990 | Vasco live 10.7.90 San Siro - Pubblicato nel 1990 - Etichetta: EMI                         | 3                 | —                 | - Italia: 200.000   |                       |
| 1999 | Rewind - Pubblicato il 22 aprile 1999 - Etichetta: EMI                                     | 1                 | 42                | - Italia: 500.000   | - Italia: 5× Platino  |
| 2005 | Buoni o cattivi Live Anthology 04.05 - Pubblicato il 2 dicembre 2005 - Etichetta: EMI      | 1                 | 65                | - Italia: 400.000   | - Italia: Diamante    |
| 2010 | Vasco London Instant Live 04.05.2010 - Pubblicato il 22 giugno 2010 - Etichetta: EMI       | 1                 | 27                | - Italia: 60.000    | - Italia: Platino     |
| 2012 | Live Kom 011: The Complete Edition - Pubblicato il 27 novembre 2012 - Etichetta: EMI       | 1                 | —                 | - Italia: 120.000   | - Italia: 2× Platino  |
| 2016 | Tutto in una notte - Live Kom 015 - Pubblicato il 18 marzo 2016 - Etichetta: Universal     | 1                 | —                 | - Italia: 50.000    | - Italia: Platino     |
| 2017 | Vasco Modena Park - Pubblicato l'8 dicembre 2017 - Etichetta: Universal                    | 1                 | —                 | - Italia: 150.000   | - Italia: 3 x Platino |
| 2019 | VascoNonStop Live - Pubblicato il 6 dicembre 2019 - Etichetta: Universal                   | 1                 | —                 | - Italia: 50.000    | - Italia: Platino     |
| 2022 | Vasco Live Roma Circo Massimo - Pubblicato il 22 dicembre 2022 - Etichetta: Virgin Records | 3                 | —                 |                     |                       |
| 2025 | Vasco Live Milano Sansiro - Pubblicato il 7 marzo 2025 - Etichetta: EMI                    |                   | —                 |                     |                       |

### Raccolte
| Anno | Dettagli degli album                                                          | Posizioni massime | Posizioni massime | Vendite           | Certificazioni       |
| Anno | Dettagli degli album                                                          | ITA               | SWI               | Vendite           | Certificazioni       |
| ---- | ----------------------------------------------------------------------------- | ----------------- | ----------------- | ----------------- | -------------------- |
| 1997 | Rock - Pubblicato nel 1997 - Etichetta: EMI                                   | 6                 | —                 | - Italia: 60.000  | - Italia: Oro        |
| 2002 | Tracks - Pubblicato nel 2002 - Etichetta: EMI                                 | 1                 | 13                | - Italia: 700.000 | - Italia: 7× Platino |
| 2009 | Tracks 2 - Inediti & rarità - Pubblicato il 27 novembre 2009 - Etichetta: EMI | 1                 | 38                | - Italia: 300.000 | - Italia: Diamante   |
| 2012 | L'altra metà del cielo - Pubblicato il 30 marzo 2012 - Etichetta: EMI         | 1                 | 19                | - Italia: 60.000  | - Italia: Platino    |
| 2016 | VascoNonStop - Pubblicato l'11 novembre 2016 - Etichetta: Universal Music     | 1                 | —                 | - Italia: 300.000 | - Italia: 6× Platino |

### Colonne sonore
| Anno | Dettagli degli album | Posizioni massime | Posizioni massime | Vendite          | Certificazioni    |
| Anno | Dettagli degli album | ITA               | SWI               | Vendite          | Certificazioni    |
| ---- | --- | ----------------- | ----------------- | ---------------- | ----------------- |
| 2023 | Il supervissuto - OST - Pubblicato il 3 novembre 2023 - Etichetta: Universal Music - Formati: 2 CD, 4 LP, streaming, download digitale | 2                 | 37                | - Italia: 50 000 | - Italia: Platino |

## Extended play
| Anno | Dettagli degli album                                                                                | Posizioni massime | Vendite          | Certificazioni       |
| Anno | Dettagli degli album                                                                                | ITA               | Vendite          | Certificazioni       |
| ---- | --------------------------------------------------------------------------------------------------- | ----------------- | ---------------- | -------------------- |
| 2007 | Vasco Extended Play - Pubblicato l'11 maggio 2007 - Etichetta: EMI - Formati: CD, download digitale | 1                 | - Italia: 85 000 | - Italia: 4x Platino |
| 2017 | Vasco Modena Park 01 07 17 - Pubblicato il 9 giugno 2017 - Etichetta: Universal - Formati: CD       |                   |                  |                      |

## Box set
- 2017 - Vasco Rossi 4.0

## Singoli
| Anno | Singolo | Posizione massima | Vendite          | Certificazioni     | Album                                  |
| ---- | --- | ----------------- | ---------------- | ------------------ | -------------------------------------- |
| 1977 | Jenny/Silvia - Pubblicato il 15 giugno 1977 - Etichetta: Borgatti Music - Formati: 7"                                                                                | —                 |                  |                    | —                                      |
| 1977 | Mr. D.J. (Part One)/Mr. D.J. (Part two) (pubblicato con la denominazione Mandrillo, con gli stessi musicisti del primo 45 giri; Vasco Rossi usa lo pseudonimo Wasto) | —                 |                  |                    | —                                      |
| 1978 | La nostra relazione/...E poi mi parli di una vita insieme - Pubblicato il 10 maggio 1978 - Etichetta: Lotus LS 1802 - Formati: 7"                                    | —                 |                  |                    | ...Ma cosa vuoi che sia una canzone... |
| 1979 | Albachiara/Fegato, fegato spappolato - Pubblicato il 25 maggio 1979 - Etichetta: Lotus Records - Formati: 17,5 cm (7")                                               | —                 | Italia: 100.000  | Italia: 2× Platino | Non siamo mica gli americani!          |
| 1980 | Non l'hai mica capito/"Asilo" Republic - Pubblicato il 30 gennaio 1980 - Etichetta: Targa, TAS 150 - Formati: 7"                                                     | 27                | Italia: 25.000   | Italia: Oro        | Colpa d'Alfredo                        |
| 1981 | Voglio andare al mare/Brava - Pubblicato l'8 gennaio 1981 - Etichetta: Targa Records - Formati: 7"                                                                   | —                 |                  |                    | Siamo solo noi                         |
| 1982 | Vado al massimo/Ogni volta - Pubblicato il 2 febbraio 1982 - Etichetta: Carosello - Formati: 7"                                                                      | 23                |                  |                    | Vado al massimo                        |
| 1982 | Splendida giornata/Splendida giornata (strumentale) - Pubblicato nel 1982 - Etichetta: Carosello - Formati: 12"                                                      | —                 | Italia: 35.000   | Italia: Oro        | Vado al massimo                        |
| 1983 | Vita spericolata/Mi piaci perché - Pubblicato il 24 gennaio 1983 - Etichetta: Carosello - Formati: 7"                                                                | 6                 |                  |                    | Bollicine                              |
| 1987 | Brava Giulia/Blasco Rossi - Pubblicato nel gennaio 1987 - Etichetta: Carosello, CI 20562                                                                             | —                 |                  |                    | C'è chi dice no                        |
| 1987 | Non mi va (remix) - Pubblicato l'11 luglio 1987 - Etichetta: Carosello, CI 20562                                                                                     | —                 |                  |                    | C'è chi dice no                        |
| 1989 | Domenica lunatica | —                 |                  |                    | Liberi liberi                          |
| 1990 | Guarda dove vai - Pubblicato nel 1990 - Etichetta: EMI | —                 |                  |                    | Fronte del palco                       |
| 1991 | Liberi...liberi.../Ormai è tardi - Pubblicato nel 1991 - Etichetta: EMI Italiana - Formati: 45 giri, CD single, 7"                                                   | —                 |                  |                    | Liberi liberi                          |
| 1992 | Gli spari sopra - Pubblicato il 14 dicembre 1992 - Etichetta: EMI | 1                 | Italia: 35.000   | Italia: Oro        | Gli spari sopra                        |
| 1993 | Delusa - Pubblicato il 6 febbraio 1993 - Etichetta: EMI | 9                 |                  |                    | Gli spari sopra                        |
| 1993 | Vivere - Pubblicato il 15 febbraio 1993 - Etichetta: EMI | —                 | Italia: 50.000   | Italia: Platino    | Gli spari sopra                        |
| 1994 | Senza parole - Pubblicato nel 1994 - Etichetta: EMI Italiana - Formati: CD                                                                                           | 2                 | Italia: 100.000  | Italia: 2× Platino | —                                      |
| 1994 | Senza parole (remix) | —                 |                  |                    | —                                      |
| 1996 | Praticamente perfetto (remix)/Io perderò (remix) - Pubblicato il 7 gennaio 1996                                                                                      | —                 |                  |                    | Nessun pericolo... per te              |
| 1996 | Gli angeli - Pubblicato il 14 maggio 1996 - Etichetta: EMI | —                 | Italia: 25.000   | Italia: Oro        | Nessun pericolo... per te              |
| 1996 | Sally - Pubblicato il 5 settembre 1996 - Etichetta: EMI | —                 | Italia: 100.000  | Italia: 2× Platino | Nessun pericolo... per te              |
| 1998 | Io no - Pubblicato il 27 gennaio 1998 - Etichetta: EMI - Formati: 45 giri                                                                                            | —                 |                  |                    | Canzoni per me                         |
| 1998 | L'una per te - Pubblicato il 7 aprile 1998 - Etichetta: EMI | —                 |                  |                    | Canzoni per me                         |
| 1998 | Quanti anni hai - Pubblicato il 20 agosto 1998 - Etichetta: EMI | —                 |                  |                    | Canzoni per me                         |
| 1999 | Rewind - Pubblicato nel 1999 - Etichetta: EMI | —                 | Italia: 50.000   | Italia: Platino    | Canzoni per me                         |
| 1999 | La fine del millennio - Pubblicato nel 1999 - Etichetta: EMI | 1                 |                  |                    | Tracks                                 |
| 2001 | Siamo Soli - Pubblicato il 2 aprile 2001 - Etichetta: EMI | —                 | Italia: 25.000   | Italia: Oro        | Stupido hotel                          |
| 2001 | Ti prendo e ti porto via - Pubblicato a giugno 2001 - Etichetta: EMI                                                                                                 | 10                | Italia: 25.000   | Italia: Oro        | Stupido hotel                          |
| 2001 | Stupido hotel - Pubblicato nell'ottobre 2001 - Etichetta: EMI | —                 |                  |                    | Stupido hotel                          |
| 2002 | Standing ovation - Pubblicato nel 2002 - Etichetta: EMI | —                 |                  |                    | Stupido hotel                          |
| 2002 | Io ti accontento - Pubblicato nel 2002 - Etichetta: EMI | —                 |                  |                    | Stupido hotel                          |
| 2002 | Tu vuoi da me qualcosa - Pubblicato nel 2002 - Etichetta: EMI | —                 |                  |                    | Stupido hotel                          |
| 2004 | Buoni o cattivi - Pubblicato nel 2004 - Etichetta: EMI | —                 |                  |                    | Buoni o cattivi                        |
| 2004 | Come stai - Pubblicato nel 2004 - Etichetta: EMI | 15                |                  |                    | Buoni o cattivi                        |
| 2004 | Un senso - Pubblicato il 2 aprile 2004 - Etichetta: EMI | 2                 | Italia: 50.000   | Italia: Platino    | Buoni o cattivi                        |
| 2005 | Cosa vuoi da me (remix) | —                 |                  |                    | Buoni o cattivi                        |
| 2005 | E... - Pubblicato nel 2005 - Etichetta: EMI | —                 | Italia: 100.000  | Italia: 2× Platino | Buoni o cattivi                        |
| 2005 | Señorita - Pubblicato nel 2005 - Etichetta: EMI | 35                |                  |                    | Buoni o cattivi                        |
| 2007 | Basta poco - Pubblicato il 19 gennaio 2007 - Formati: Download digitale                                                                                              | 1                 | Italia: 110.000  | Italia: 5× Platino | Vasco Extended Play                    |
| 2007 | Bollicine (Saffa remix 2007) | 44                |                  |                    | —                                      |
| 2007 | Basta Poco (Bloom06 remix) | —                 |                  |                    | —                                      |
| 2008 | Il mondo che vorrei - Pubblicato il 14 marzo 2008 - Etichetta: EMI - Formati: 7", download digitale                                                                  | 1                 | Italia: 25.000   | Italia: Oro        | Il mondo che vorrei                    |
| 2008 | Gioca con me - Etichetta: EMI - Formati: CD, 12", download digitale                                                                                                  | 26                |                  |                    | Il mondo che vorrei                    |
| 2008 | E adesso che tocca a me - Pubblicato il 12 settembre 2008 - Etichetta: EMI                                                                                           | 44                |                  |                    | Il mondo che vorrei                    |
| 2009 | Vieni qui - Pubblicato il 16 gennaio 2009 - Etichetta: EMI - Formati: Download digitale                                                                              | 28                |                  |                    | Il mondo che vorrei                    |
| 2009 | Colpa del whisky - Pubblicato il 15 maggio 2009 - Etichetta: EMI | 15                |                  |                    | Il mondo che vorrei                    |
| 2009 | Ad ogni costo - Pubblicato il 25 settembre 2009 - Etichetta: EMI | 1                 |                  |                    | Tracks 2 - Inediti & rarità            |
| 2009 | Sto pensando a te - Pubblicato il 18 dicembre 2009 - Etichetta: EMI                                                                                                  | 8                 | Italia: 30.000   | Italia: Platino    | Tracks 2 - Inediti & rarità            |
| 2010 | Ho fatto un sogno - Pubblicato il 30 aprile 2010 - Etichetta: EMI | —                 |                  |                    | Tracks 2 - Inediti & rarità            |
| 2011 | Eh... già - Pubblicato il 7 febbraio 2011 - Etichetta: EMI | 1                 | Italia: 60.000   | Italia: 2x Platino | Vivere o niente                        |
| 2011 | Manifesto futurista della nuova umanità - Pubblicato il 6 maggio 2011 - Etichetta: EMI                                                                               | 11                | Italia: 30.000   | Italia: Platino    | Vivere o niente                        |
| 2011 | I soliti - Pubblicato il 29 agosto 2011 - Etichetta: EMI Music - Formati: Download digitale, 45 giri                                                                 | 1                 | Italia: 30.000   | Italia: Platino    | Live Kom 011: The Complete Edition     |
| 2011 | Stammi vicino - Pubblicato il 4 novembre 2011 - Etichetta: EMI | 41                |                  |                    | Vivere o niente                        |
| 2012 | Vivere o niente - Pubblicato il 27 novembre 2012 - Etichetta: EMI | 63                |                  |                    | Vivere o niente                        |
| 2013 | L'uomo più semplice - Pubblicato il 21 gennaio 2013 - Etichetta: EMI                                                                                                 | 1                 | Italia: 30.000   | Italia: Platino    | Sono innocente                         |
| 2013 | Cambia-menti - Pubblicato il 15 ottobre 2013 - Etichetta: Universal - Formati: Download digitale                                                                     | 1                 | Italia: 30.000   | Italia: Platino    | Sono innocente                         |
| 2014 | Dannate nuvole - Pubblicato il 14 marzo 2014 - Etichetta: Universal - Formati: Download digitale                                                                     | 2                 | Italia: 50.000   | Italia: Platino    | Sono innocente                         |
| 2014 | Come vorrei - Pubblicato il 24 ottobre 2014 - Etichetta: Universal - Formati: Download digitale                                                                      | 7                 | Italia: 50.000   | Italia: Platino    | Sono innocente                         |
| 2015 | Sono innocente ma... - Pubblicato il 13 marzo 2015 - Etichetta: Universal - Formati: Download digitale                                                               | —                 |                  |                    | Sono innocente                         |
| 2015 | Guai - Pubblicato il 15 maggio 2015 - Etichetta: Universal | —                 | Italia: 25.000   | Italia: Oro        | Sono innocente                         |
| 2015 | Quante volte - Pubblicato il 11 settembre 2015 - Etichetta: Universal                                                                                                | —                 | Italia: 25.000   | Italia: Oro        | Sono innocente                         |
| 2016 | Il blues della chitarra sola - Pubblicato il 4 marzo 2016 - Etichetta: Universal                                                                                     | —                 |                  |                    | Sono innocente                         |
| 2016 | Un mondo migliore - Pubblicato il 13 ottobre 2016 - Etichetta: Universal - Formati: Download digitale                                                                | 16                | Italia: 50.000   | Italia: Platino    | VascoNonStop                           |
| 2017 | Come nelle favole - Pubblicato il 17 marzo 2017 - Etichetta: Universal - Formati: Download digitale, streaming                                                       | —                 | Italia: 150.000  | Italia: 3x Platino | VascoNonStop                           |
| 2017 | Colpa d'Alfredo 2017 - Pubblicato il 1º dicembre 2017 - Etichetta: Universal - Formati: Download digitale                                                            | —                 |                  |                    | Vasco Modena Park                      |
| 2018 | La verità - Pubblicato il 16 novembre 2018 - Etichetta: Universal Music Italia - Formati: vinile 45 giri                                                             | 6                 | Italia: 25.000   | Italia: Oro        | —                                      |
| 2019 | Se ti potessi dire - Pubblicato il 25 ottobre 2019 - Etichetta: Virgin, Universal                                                                                    | 6                 | Italia: 35.000   | Italia: Oro        | VascoNonStop Live                      |
| 2021 | Una canzone d'amore buttata via - Pubblicato il 1º gennaio 2021 - Etichetta: Atlantic Records                                                                        | 1                 | Italia: 70.000   | Italia: Platino    | Siamo qui                              |
| 2021 | Siamo qui - Pubblicato il 15 ottobre 2021 - Etichetta: Virgin Records                                                                                                | 28                | Italia: 35.000 + | Italia: Oro        | Siamo qui                              |
| 2022 | La pioggia alla domenica (con Marracash) - Pubblicato il 25 marzo 2022 - Etichetta: Virgin Records                                                                   | 11                | Italia: 50.000 + | Italia: Oro        |                                        |
| 2022 | L'amore l'amore - Pubblicato il 10 giugno 2022 - Etichetta: Virgin Records                                                                                           | —                 |                  |                    | Siamo qui                              |
| 2022 | Patto con riscatto - Pubblicato il 21 ottobre 2022 - Etichetta: Virgin Records                                                                                       | —                 |                  |                    | Siamo qui                              |
| 2023 | Gli sbagli che fai - Pubblicato il 27 settembre 2023 - Etichetta: EMI                                                                                                | 61                | Italia: 50.000 + | Italia: Oro        | Il supervissuto - OST                  |

## Videografia

### Album video
- 2002 - Tracks VHS e DVD
- 2005 - È solo un rock'n'roll show DVD

### Live video
- 1987 - Vasco Rossi Live '87 VHS
- 1990 - Fronte del palco live 90 VHS e DVD
- 1994 - Gli spari sopra tour VHS e DVD
- 1999 - Rewind VHS e DVD
- 2003 - Vasco Rossi @ S.Siro 03 VHS e DVD
- 2005 - Buoni o cattivi Live Anthology 04.05 DVD
- 2007 - Vasco@Olimpico.07 DVD
- 2009 - Il mondo che vorrei live 2008 DVD e Blu-Ray
- 2009 - Un gran bel film tour 1996 DVD
- 2012 - Live Kom 011: The Complete Edition DVD
- 2016 - Tutto in una notte - Live Kom 015 DVD e Blu Ray
- 2017 - Vasco Modena Park Versione Deluxe Edition 2 DVD e Blu Ray, 45 giri "Colpa d'alfredo" 3 CD poster e book fotografico; versione deluxe 3 CD, 2 DVD e un BluRray; versione standard 3 CD E 2 DVD
- 2019 - VascoNonStop Live Versione Deluxe Edition 2 CD, 2 DVD e 1 Blu Ray
- 2022 - Vasco Live Roma Circo Massimo 2 CD, 2 DVD, e 1 Blu Ray

### Video musicali
| Anno | Titolo                                  | Regista/i                        |
| ---- | --------------------------------------- | -------------------------------- |
| 1981 | Dimentichiamoci questa città            |                                  |
| 1983 | Vita spericolata                        | Gianfranco Giagni                |
| 1983 | Giocala                                 |                                  |
| 1985 | Toffee                                  |                                  |
| 1985 | Dormi dormi                             |                                  |
| 1985 | Una nuova canzone per lei               |                                  |
| 1987 | C'è chi dice no                         | Peter Christopherson             |
| 1988 | Blasco Rossi                            | Stefano Salvati                  |
| 1989 | Domenica lunatica                       | Stefano Salvati                  |
| 1990 | Guarda dove vai                         | Stefano Salvati                  |
| 1990 | Vivere senza te                         | Stefano Salvati                  |
| 1991 | Liberi... liberi                        | Peter Christopherson             |
| 1992 | Gli spari sopra                         | Stefano Salvati                  |
| 1993 | Vivere                                  | Marco Della Fonte                |
| 1993 | Lo show                                 | Stefano Salvati                  |
| 1993 | Gabri                                   | Ambrogio Lo Giudice              |
| 1994 | Senza parole                            | Ambrogio Lo Giudice              |
| 1995 | Generale                                | Stefano Salvati                  |
| 1996 | Gli angeli                              | Roman Polański, Stefano Salvati  |
| 1996 | Sally                                   | Nick Wickham, Alessandro Baracco |
| 1996 | Mi si escludeva                         | Gianfranco Balsamo Sacchi        |
| 1998 | Io no                                   | Ambrogio Lo Giudice              |
| 1998 | Quanti anni hai                         | Mauro Salesi                     |
| 1999 | Rewind                                  | Mauro Salesi                     |
| 1999 | La fine del millennio                   | Swan                             |
| 2001 | Siamo soli                              | Swan                             |
| 2001 | Ti prendo e ti porto via                | Swan                             |
| 2001 | Stupido hotel                           | Stefano Salvati                  |
| 2002 | Tu vuoi da me qualcosa                  |                                  |
| 2004 | Buoni o cattivi                         | Stefano Salvati                  |
| 2004 | Come stai [prima versione]              | Stefano Salvati                  |
| 2004 | Come stai [seconda versione]            | Swan                             |
| 2004 | Un senso                                | Stefano Salvati                  |
| 2005 | E...                                    | Stefano Salvati                  |
| 2005 | Señorita                                | Stefano Salvati                  |
| 2007 | Basta poco                              | Swan                             |
| 2008 | Il mondo che vorrei                     | Marco Ponti                      |
| 2008 | Gioca con me                            | Swan                             |
| 2008 | E adesso che tocca a me                 | Maki Gherzi                      |
| 2009 | Vieni qui                               | Swan                             |
| 2009 | Colpa del whisky                        | Swan                             |
| 2009 | Ad ogni costo                           | Stefano Salvati                  |
| 2009 | Sto pensando a te                       | Swan                             |
| 2010 | Ho fatto un sogno                       | Chiaroscuro Ensemble             |
| 2010 | Un gran bel film                        | Swan                             |
| 2011 | Eh... già                               | Andrea "@vonjako" Giacomini      |
| 2011 | Manifesto futurista della nuova umanità | Swan                             |
| 2011 | Stammi vicino                           | Swan                             |
| 2012 | Susanna                                 | Stefano Salvati                  |
| 2013 | L'uomo più semplice                     | Carlo Strata                     |
| 2014 | Dannate nuvole                          | Swan                             |
| 2014 | Come vorrei                             | Pepsy Romanoff                   |
| 2015 | Sono innocente ma...                    | Swan                             |
| 2015 | Quante volte                            | Fabio Masi                       |
| 2016 | Un mondo migliore                       | Pepsy Romanoff                   |
| 2017 | Come nelle favole                       | Pepsy Romanoff                   |
| 2017 | Colpa d'Alfredo '17                     | Pepsy Romanoff                   |
| 2018 | La verità                               | Pepsy Romanoff                   |
| 2018 | Jenny è pazza                           | Arturo Bertusi                   |
| 2019 | Se ti potessi dire                      | Pepsy Romanoff                   |
| 2020 | Anima fragile                           | Arturo Bertusi                   |
| 2021 | Una canzone d'amore buttata via         | Pepsy Romanoff                   |
| 2021 | Siamo solo noi                          | Arturo Bertusi                   |
| 2021 | Siamo qui                               | Pepsy Romanoff                   |
| 2022 | L'amore l'amore                         | Pepsy Romanoff                   |
| 2022 | Patto con riscatto                      | Pepsy Romanoff, Dario Garegnani  |
| 2022 | Ogni volta                              | Arturo Bertusi                   |
| 2023 | Gli sbagli che fai                      | Pepsy Romanoff                   |

- 1985 - Cosa succede in città

#### Partecipazioni in videoclip di altri artisti
| Anno | Titolo             | Artista                    | Regista/i  |
| ---- | ------------------ | -------------------------- | ---------- |
| 1985 | Volare             | Musicaitalia per l'Etiopia |            |
| 2016 | Tutti contro tutti | Stadio feat. Vasco Rossi   | Fabio Masi |

## Compilation
Esistono numerose raccolte, edite soprattutto dal gruppo Carosello che, a differenza delle precedenti etichette che alienarono completamente i cataloghi anche alla stessa Carosello, ha ceduto l'utilizzo del catalogo mantenendo però i codiritti di stampa dei primi album del cantante, e dal gruppo SONY BMG (per i brani dal 1982 al 1989). Queste raccolte, pur perfettamente lecite, a differenza di altre raccolte supportate e promosse dall'artista non costituiscono né live né inediti, ma semplici compilation create spesso per sfruttare l'effetto traino di vendite dei nuovi album del cantante.
- 1984 - Vasco Rossi
- 1984 - Va bene
- 1985 - Le canzoni d'amore di Vasco Rossi
- 1988 - Gli slogans di Blasco
- 1988 - Bravo Vasco
- 1991 - Viaggiando
- 1993 - Voglio proprio esagerare 1(FMA Records)
- 1994 - Voglio proprio esagerare 2 (Fonit Cetra)
- 1995 - Vita spericolata
- 1997 - Sensazioni forti
- 1998 - Siamo solo noi...
- 1999 - Vasco Rossi - Primo Piano vol.1
- 1999 - Vasco - I miti musica - vol.1
- 1999 - Sarà migliore
- 2000 - Vasco Rossi - Primo Piano vol.2
- 2000 - Vasco - I miti musica - vol.2
- 2001 - Vasco Rossi - Gli anni Ottanta
- 2003 - Live Tracks
- 2003 - Vasco Rossi
- 2003 - Vasco Rossi - I numeri 1
- 2003 - Vasco Rossi - I grandi successi
- 2003 - Sarà migliore (doppio CD)
- 2004 - Il meglio di Vasco Rossi
- 2005 - Canzoni al massimo
- 2006 - Ti amo
- 2006 - Tutto Vasco
- 2006 - The Platinum Collection
- 2007 - Sensazioni forti

Nel 1994 la Fonit Cetra diede alle stampe Voglio proprio esagerare vol.2 (il primo volume, doppio CD, era uscito l'anno prima per l'etichetta FMA), contenente le versioni remix di Splendida giornata e Non mi va, pubblicate per la prima volta su CD. A causa di una campagna pubblicitaria poco chiara che indicava i due brani come "inediti", il cantante fece ritirare il disco dai negozi.
La raccolta Le canzoni d'amore di Vasco Rossi ha una storia molto particolare: infatti uscì nel 1985, in concomitanza col nuovo album di Vasco Rossi (Cosa succede in città). Vasco iniziò a temere che i fans non capissero quale fosse il nuovo album e, così, sconsigliò pubblicamente l'acquisto di Le canzoni d'amore di Vasco Rossi.

## Canzoni scritte per altri
| Anno | Titolo                                | Cantante            | Note |
| ---- | ------------------------------------- | ------------------- | ---- |
| 1981 | Dimmi cioè                            | Valentino           |      |
| 1981 | Sarà migliore                         | Valentino           |      |
| 1981 | Prendi e scappa                       | Steve Rogers Band   |      |
| 1982 | Neve nera                             | Steve Rogers Band   |      |
| 1983 | Domani è domenica                     | Valentino           |      |
| 1983 | Acqua e sapone                        | Stadio              |      |
| 1984 | La faccia delle donne                 | Stadio              |      |
| 1984 | Mi piaci solo tu                      | Valentino           |      |
| 1985 | Più in alto che c'è                   | Dodi Battaglia      |      |
| 1985 | Sarà migliore                         | Fiordaliso          |      |
| 1986 | Femmina come te                       | Steve Rogers Band   |      |
| 1986 | Ok sì                                 | Steve Rogers Band   |      |
| 1986 | Questa sera rock'n'roll               | Steve Rogers Band   |      |
| 1986 | Senza un alibi                        | Steve Rogers Band   |      |
| 1988 | Tu vuoi qualcosa                      | Stadio              |      |
| 1988 | Bella più che mai                     | Stadio              |      |
| 1989 | Stupidi                               | Stadio              |      |
| 1989 | Tentazioni                            | Sharks              |      |
| 1990 | Ladri d'amore                         | Maurizio Vandelli   |      |
| 1991 | Cerca di non esser via                | Stadio              |      |
| 1991 | Bella città                           | Ladri di biciclette |      |
| 1993 | Ci sei tu                             | Massimo Riva        |      |
| 1995 | Ti perdonerei                         | Stadio              |      |
| 1995 | Una sgommata e via                    | Paola Turci         |      |
| 1996 | Palpito d'amore                       | Sabrina Salerno     |      |
| 1997 | ...E dimmi che non vuoi morire        | Patty Pravo         |      |
| 1997 | Il temporale                          | Stadio              |      |
| 1999 | Lo zaino                              | Stadio              |      |
| 2000 | Sono la somma                         | Stadio              |      |
| 2000 | Una donna da sognare                  | Patty Pravo         |      |
| 2000 | Sparami al cuore                      | Patty Pravo         |      |
| 2000 | La tua ragazza sempre                 | Irene Grandi        |      |
| 2003 | Prima di partire per un lungo viaggio | Irene Grandi        |      |
| 2004 | Giorni                                | Simone Tomassini    |      |
| 2005 | Benedetta passione                    | Laura Pausini       |      |
| 2011 | Vuoto a perdere                       | Noemi               |      |
| 2012 | La luna                               | Patty Pravo         |      |
| 2019 | Io sono bella                         | Emma                |      |
| 2020 | Finalmente io                         | Irene Grandi        |      |
| 2024 | Libera e se mi va                     | Denise Faro         |      |